# Bánffy Miklós-díj
A Bánffy Miklós-díj a kultúra és a közművelődés érdekében hosszabb időn át, kiemelkedő munkát végző minisztériumi, intézményi és egyéb (gazdasági, üzemeltetői stb.) dolgozók részére adományozható állami kitüntetés.
A díjat évente, március 15-én, hat személy kaphatja.
A kitüntetett adományozást igazoló okiratot és érmet kap.
Az érem kerek alakú, bronzból készült, átmérője 80 mm, vastagsága 8 mm. Az érem Kereszthury Gábor ötvösművész alkotása, egyoldalas, Bánffy Miklós portréját ábrázolja, és BÁNFFY MIKLÓS-DÍJ felirattal van ellátva.

## 2024
- Dr. Fülöp Péter, a kaposvári Csiky Gergely Színház igazgatója,
- Helmich Katalin múzeumpedagógus, a Mesemúzeum szakmai vezetője,
- Vattay Dénes népművelő.

## 2023
- András Mihály, a Hargita Nemzeti Székely Népi Együttes igazgatója, művészeti vezetője,
- Farkas Irén, a Szolnoki Szigligeti Színház művészeti titkára,
- Szovják Beáta, a Daisy-Kép Reklámstúdió Bt. ügyvezetője.

## 2022
- Hajnal Edit közművelődési szakember, a békéscsabai Csabagyöngye Kulturális Központ igazgatóhelyettese,
- Hemrik László, a Ludwig Múzeum – Kortárs Művészeti Múzeum múzeumpedagógiai osztályvezetője,
- Kovács Norbert a Magyar Ezüst Érdemkereszttel kitüntetett, Népművészet Ifjú Mestere-díjas az Élő Forrás Hagyományőrző Egyesület néptáncosa, néptáncoktatója,

## 2021
- Csengei Ágota, a keszthelyi Goldmark Károly Művelődési Központ közművelődési szakembere
- Pál Gábor nyugalmazott zeneiskola igazgató, a Pesti Broadway Musical Stúdió alapítója
- Gáspár Emese Rita, a Magyar Táncművészeti Egyetem rektorhelyettese

## 2020
- A. Szabó Magda művészetszervező
- Kollarik Tamás, a Moholy-Nagy Művészeti Egyetem Konzisztóriumának tagja, a Nemzeti Média- és Hírközlési Hatóság Médiatanácsának volt tagja, az egykori Magyar Média Mecenatúra Program koordinátora,
- Szente Béla Csabagyöngye Kulturális Központ igazgatója.

## 2019
- Horányi László, az Esztergomi Várszínház igazgatója, művészeti vezetője
- Jantyik Zsolt, a Debreceni Művelődési Központ igazgatója
- Dr. Lutter Imre, a Magyar Versmondók Egyesülete elnöke
- Mali István, a Nemzeti Filharmonikusok vezető zenekari menedzsere
- Polgár Marianne, nyugalmazott grafikus, a Magyar Történelmi Szalon elnöke
- Wischer Johann, a Zentai Magyar Kamaraszínház igazgatója

## 2018
- Bán Teodóra a Szabad Tér Színház és a Budapesti Fesztivál és Turisztikai Központ ügyvezetője és művészeti vezetője
- Dr. Kucsera Tamás Gergely a Magyar Művészeti Akadémia főtitkára
- Sárközi Gyula balettmester, a Madách Tánc- és Színművészeti Szakgimnázium és Alapfokú Művészeti Iskola alapítója és művészeti vezetője

## 2017
- Dr. Balogh Júlia, a Magyar Televízió, a Duna Tv, és az MTVA szerkesztő-műsorvezetője
- Lukácsházi Győző, a Szegedi Szimfonikus Zenekar igazgatója
- Pál Lajos, zenész, zenetanár

## 2016
- Balázs Istvánné, a Petőfi Irodalmi Múzeum gazdasági igazgatója,
- Herczeg Tamás, a Szegedi Szabadtéri Nonprofit Kft. ügyvezető igazgatója,
- Vass József, a Honismereti Hagyományőrző Szabadidő Klub elnöke.

## 2015
- Elekes Botond, kulturális nemzetpolitika kidolgozó
- Kovács Géza művészeti menedzser, a Magyar Nemzeti Filharmonikus Zenekar, Énekkar és Kottatár főigazgatója
- Turányi Zsuzsanna, a Honvéd Együttes kulturális menedzsere, produkciós titkár

## 2014
- Lászlóné Nagy Ilona, igazgató
- Szirányi János, igazgató, zenei szerkesztő, hangversenyrendező, zongoraművész-tanár
- Vincze Andrea, művészeti menedzser

## 2013
- Ertl Péter, a Nemzeti Táncszínház ügyvezető igazgatója
- Gaálné dr. Merva Mária, a Gödöllői Városi Múzeum igazgatója
- Kamarell Márta, a kaposvári Csiky Gergely Színház művészeti főtitkára.

## 2012
- Csincsek Réka művészeti tanácsadó, műsorszerkesztő
- Farkasné Gellért Erzsébet könyvtárigazgató
- Körner Tamás igazgató, Budapesti Fesztiválzenekar
- Zentai Zoltánné gazdasági igazgató, Szolnoki Szigligeti Színház
- Závogyán Magdolna kulturális referens,
- Zelinka Tamás zenetanár, vezető főtanácsos

## 2011
- Ferencz Mária, a Hagyományok Háza menedzserigazgatója
- Kelemen Magda, Művészetek Palotája, zenei szerkesztő
- Simon István, a Pécsi Nemzeti Színház igazgatási igazgatója
- Stoller Antal (Huba), Honvéd Együttes Művészeti Nonprofit Kft., Vitézi Ének Alapítvány, nyugdíjas táncművész, koreográfus
- Szentei Tamás, Debreceni Polgármesteri Hivatal, Kulturális Osztály vezetője
- Szilárd Csaba, a Magyar Nemzeti Filharmonikus Nonprofit Kft. gazdasági igazgatója

## 2010
- Cs. Szabó Mária, a Budai Táncklub vezetője
- Igric György, a Filharmónia Budapest és Felső-Dunántúl Nonprofit Kft. igazgatója
- Nyári Sándorné, a Szegedi Szimfonikus Zenekar gazdasági vezetője
- Péliné Dr. Bán Éva, az Oktatási és Kulturális Minisztérium nyugalmazott vezető főtanácsosa
- Sáray László, nyugalmazott könyvtárosnak, a Tokaji Írótábor Egyesület titkára

## 2009
- Egerszegi Edit, a Kaposvár Megyei Jogú Város Polgármesteri Hivatala Oktatási, Kulturális és Sportigazgatósága kulturális főmunkatársa
- Fullér Györgyi, az Országos Színháztörténeti Múzeum és Intézet gazdasági igazgatója
- Megyeri László, a Thália Színház volt igazgatója
- Dr. Merényi Judit, az Óbudai Társaskör nyugalmazott igazgatója
- Papp Mihályné, a Hagyományok Háza gondnoka

## 2008
- Deák Sándor, a Fővárosi Szabó Ervin Könyvtár gazdasági igazgatója
- dr. Éless Béla, a Budaörsi Játékszín színművésze, rendezője
- dr. Gyimesi László, a Művészeti Szakszervezetek Szövetsége elnöke
- Sarkadi Béla, a Duna Televízió Híradó felelős szerkesztője
- Szabó Péter, a Magyar Képzőművészeti Egyetem kőszobrász-restaurátor szakvezető tanára
- Székely Szabó Zoltán író, újságíró, humorista
- Károlyi Dóra, a Magyar Könyv Alapítvány igazgatója

## 2007
- Dr. Cravero Róbert, a Kolibri Színház gazdasági szaktanácsadója
- Götz Béláné, a Budapest Bábszínház művészeti főtitkára
- Hermann Krisztina, a Magyar Filmművészek Szövetsége ügyvezető titkára
- Menkó Terézia, az egri Gárdonyi Géza Színház volt ügyvezető igazgatója
- Dr. Végh Károly, a Petőfi Irodalmi Múzeum marketing és közönségkapcsolatok főosztály főosztályvezetője

## 2006
- Csányi Tibor, a Békéscsabai Jókai Színház gazdasági igazgatója
- Gál Iván, a Honvéd Együttes menedzser igazgatója
- Kelemenné Márton Éva, a Szolnoki Szigligeti Színház művészeti titkára
- Kozári Miklósné, a Somogy Megyei Múzeumok Igazgatósága gazdasági igazgató-helyettese
- Magi István, a Nemzeti Kulturális Örökség Minisztériuma főosztályvezetője
- Szűcs Miklós, a Budapesti Kamaraszínház ügyvezető igazgatója

## 2005
- Balogh Józsefné, a Madách Színház színházi főtitkára,
- Csóti József, a Radnóti Miklós Színház gazdasági igazgatója,
- Molnár Istvánné, a Somogy Megyei Művelődési Központ gazdasági igazgatóhelyettese,
- Pusztai Mária, a Nemzeti Kulturális Alapprogram Igazgatósága kollégiumi titkára,
- Schanda Beáta, a Táncművészeti Főiskola művészeti menedzsere,
- Vida János, a Szabolcs-Szatmár-Bereg Megyei Önkormányzati Hivatal Művelődési és Ifjúsági Osztály vezető-főtanácsosa.

## 2004
- Aranyos Károly, a Honvéd Együttes igazgatója
- Erdeiné Pintér Judit, a Játékszín Teréz körúti Színház Közhasznú társaság gazdasági igazgatója
- Geretovszky Lászlóné, a szegedi Bartók Béla Művelődési Központ gazdasági igazgatója
- Miskolczi Péter, az Eurofilm igazgatója
- Szalay Tamás Attila, a Nemzeti Táncszínház művészeti menedzsere
- Vajda Márta, a Magyar Színházi Társaság ügyvezető titkára.

## 2003
- Boros Géza, a Nemzeti Kulturális Örökség Minisztériuma művészeti főtanácsosa
- Lampl Lajos, a MASZK Országos Színészegyesület ügyvezető titkára
- Laux József előadóművész, kulturális vállalkozó
- Rózsahegyi János, a Somogyi Könyvtár gazdasági igazgató-főkönyvtárosa
- Schnitzler László, a Magyar Állami Operaház hang- és video-technikusa
- Tuza Jánosné, a Mikroszkóp Színpad művészeti titkára

## 2002
- dr. Kratochwill Ferencné (Mimi) művészettörténész
- Lázár Egon, a Vígszínház gazdasági igazgatója
- Molnár Ernő, a Honvéd Együttes Budapest Táncegyüttes művészeti titkára
- Rajnai Miklós, a Magyarok Világszövetsége, Magyarok Háza művészeti és programigazgatója
- Sárkány József művészettörténész, a Janus Pannonius Múzeum Művészettörténeti Osztály vezetője
- Tóth Eszter, a szabadkai Kosztolányi Dezső Diáksegélyező Egyesület alelnöke